# Symplocos variabilis
Symplocos variabilis là một loài thực vật có hoa trong họ Dung. Loài này được Mart. ex Miq. miêu tả khoa học đầu tiên.